# Марьяновка (Переяслав-Хмельницкий район)
Марья́новка (укр. Мар’янівка) — село, входит в Переяслав-Хмельницкий район Киевской области Украины.
Население по переписи 2001 года составляло 7 человек. Почтовый индекс — 08440. Телефонный код — 4567. Занимает площадь 0,37 км².

## Местный совет
08440, Київська обл., Переяслав-Хмельницький р-н, с.Велика Каратуль, вул.Сахна,3